# Nicky Hopkins
Nicholas Christian "Nicky" Hopkins (24. února 1944, Anglie – 6. září 1994, USA) byl anglický rockový pianista. Za svůj život spolupracoval s desítkami muzikantů, mezi které patří i The Beatles, The Rolling Stones, Screaming Lord Sutch, Jeff Beck, Quicksilver Messenger Service nebo Terry and the Pirates.

## Vybraná diskografie
- The Kinks, The Kink Kontroversy (1965), „Sunny Afternoon“ (1966), Face to Face (1966), The Kinks Are the Village Green Preservation Society (1968)
- The Who, „Anyway, Anyhow, Anywhere“ (1965),[1] album My Generation (1965), „The Song Is Over“ (1971), „Getting in Tune“ (1971), „We're Not Gonna Take It [movie remix]“ (1975), „They Are All in Love“ (1975), „Slip Kid“ (1975), „How Many Friends“ (1975)
- The Rolling Stones, „In Another Land“ (1967), „She's a Rainbow“ (1967) na albu Their Satanic Majesties Request, „We Love You“ (1967), „Sympathy for the Devil“ (1968), „Street Fighting Man“ (1968), „Gimme Shelter“ (1969), „Monkey Man“ (1969), „Sway“ (1971), „Tumbling Dice“ a mnoho dalších z alba Exile on Main St. (1972), „Angie“ (1973), „Time Waits for No One“ (1974), „Fool to Cry“ (1976), „Waiting on a Friend“ (nahráno 1972, vydáno 1981)
- The Beatles, „Revolution“ (singlová verze) (1968)
- John Lennon, „Jealous Guy“ (1971), „How Do You Sleep?“ (1971), „Oh My Love“ (1971), „Oh Yoko!“ (1971), „Happy Xmas (War Is Over)“ (1971), album Walls and Bridges (1974)
- Paul McCartney, „That Day Is Done“ z alba Flowers in the Dirt (1989)
- Ringo Starr, „Photograph“ (1973), „You're Sixteen“ (1973), „Step Lightly“ (1973), „You and Me (Babe)“ (1973), „No No Song“ (1974)
- George Harrison, „Give Me Love (Give Me Peace on Earth)“ (1973),[2] album Living in the Material World (1973)
- Joe Cocker, „You Are So Beautiful“ (1974)
- Jeff Beck, „Blues De Luxe“, „Morning Dew“ (1967), Truth (1967) a Hopkinsova vlastní skladba „Girl From Mill Valley“ z alba Beck-Ola. (1969)
- Cat Stevens, „Matthew and Son“ (1967), Matthew and Son (1967)
- Marc Bolan, „Jasper C. Debussy“ (1966-7, vydáno 1974)
- Donovan, „Barabajagal“ (1969)
- Jamming With Edward (jam session s Ry Cooderem a několika členy The Rolling Stones; nahráno 1969, vydáno 1972)
- Quicksilver Messenger Service, „Shady Grove“, „Edward, the Mad Shirt Grinder“, „Spindrifter“
- Jefferson Airplane, „Volunteers“ (1969), „Wooden Ships“ (1969), „Eskimo Blue Day“ (1969), „Hey Fredrick“ (1969), celé vystoupení na Woodstocku
- Steve Miller Band „Kow Kow“, „Baby's House“ (kterou Hopkins napsal spolu s Millerem)".
- Carly Simon (1972), No Secrets
- Peter Frampton, „Waterfall“ a „Sail Away“ (1974)
- Jackie Lomax, „Sour Milk Sea“ (1968)[3]
- The Move, „Hey Grandma“, „Mist on a Monday Morning“, „Wild Tiger Woman“ (all 1968)
- The Easybeats, „Heaven & Hell“ a nevydané album nazvané "Good Times" (1967)
- Jerry Garcia Band, Let It Rock: The Jerry Garcia Collection, Vol. 2 (1975)
- Jerry Garcia Band, Garcia Live Volume Five (1975)
- L. Ron Hubbard, „The Mining Song“ (1982), „The Banker“ (1982)
- The Dogs D'Amour, „Hurricane“, „Trail of Tears“ a „Princes Valium“ z alba Errol Flynn/King of the Thieves (1989)
- The Jayhawks, „Two Angels“ a „Martin's Song“ z alba Hollywood Town Hall (1992)
- Joe Walsh, „Guilty of the Crime“ z alba A Future To This Life (1994), jenž je soundtrackem k televizní sérii Robocop
- Gene Clark (různé nahrávky)
- Brewer & Shipley
- P.J. Proby, „Reflections of Your Face“ (Amory Kane) z alba Three Week Hero (1969)
- další díla Amoryho Kanea